# Paul Dubois
Paul Dubois (Nogent-sur-Seine, 18. srpnja 1829. – Pariz, 22. svibnja 1905.), francuski slikar.
Uzor su mu bili talijanski kipari rane renesanse, a metode i tehnika tipično akademski. Bio je konzervator pariškog Musée du Luxemburg te direktor École des Beaux-Arts. Izradio je poprsja C. Gounoda, Georgesa Bizeta i Louisa Pasteura, nekoliko spomenika (Jeanne d'Arc u Reimsu i u Parizu) te djelo "Firentiski pjevač".